# Сійкайокі
Сійкайокі (фін. Siikajoki) — громада в провінції Північна Остроботнія, Фінляндія. Загальна площа території — 1653,96 км, з яких 601,94 км² — вода. 

## Демографія
На 31 січня 2011 в громаді Сійкайокі проживають 5671 чоловік: 2938 чоловіків і 2733 жінок. 
Фінська мова є рідною для 97,76% жителів, шведська — для 0,05%. Інші мови є рідними для 2,18% жителів громади. 
Віковий склад населення: 
- до 14 років — 22,02%
- від 15 до 64 років — 61,88%
- від 65 років — 16,29%

Зміна чисельності населення за роками:  
| Рік  | Чисельність |
| ---- | ----------- |
| 1980 | 6122        |
| 1990 | 6583        |
| 2000 | 6061        |
| 2010 | 5682        |
| 2011 | 5671        |

Церква Сійкайокі (1701)
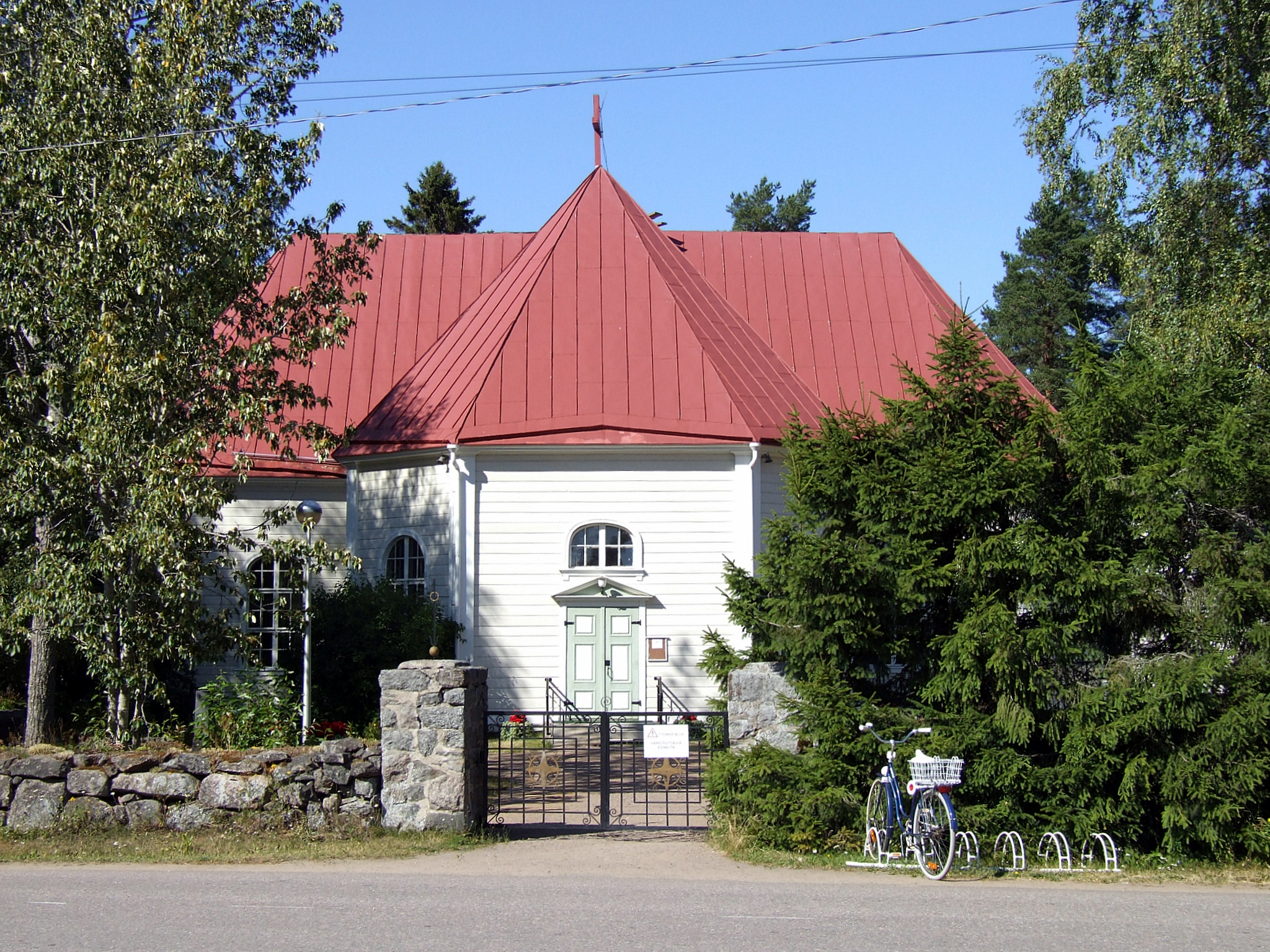
Церква Паавола (1756)
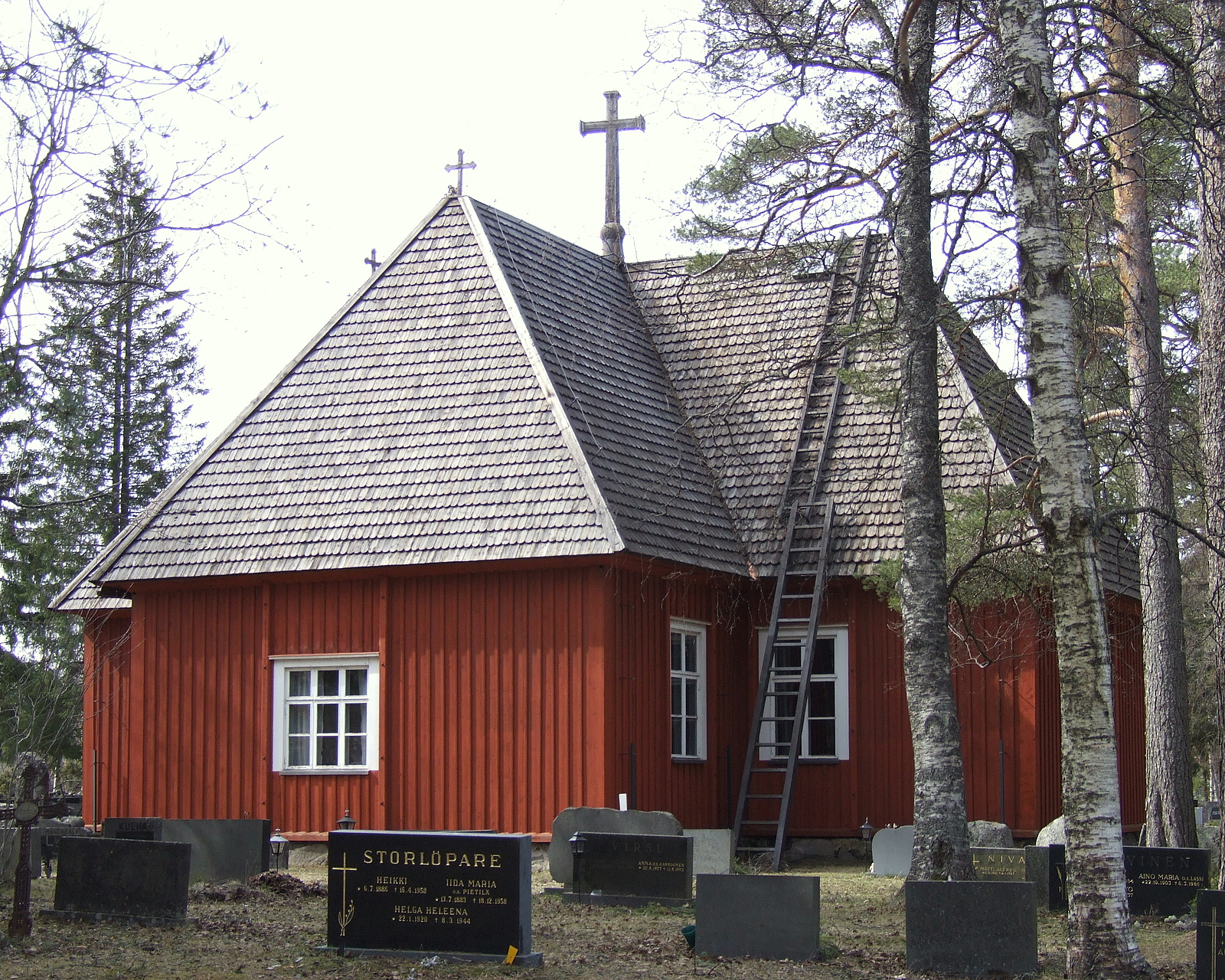
Церква Ревонлагті (1775)